# Just Cause 2
Just Cause 2 est un jeu vidéo de type GTA-like développé par Avalanche Studios, sorti le 26 mars 2010 sur PC, PlayStation 3 et Xbox 360. C'est la suite de Just Cause. Il s'est vendu à plus de 1,19 million d'exemplaires.

## Trame

### Scénario
Lors des évènements de Just Cause 2, le gouvernement de l'archipel de Panao est victime d'un coup d'état lorsque le président de la république panavéenne, Papa Panay, est renversé par son propre fils, Pandak « Baby » Panay qui s'empare du pouvoir pour mettre en place une dictature, souhaitant non seulement asseoir son autorité mais également étendre son influence au-delà des frontières de l'archipel.
Rico Rodriguez est alors envoyé sur l'île par l'Agence afin de contrecarrer les plans de Panay ainsi que d'enquêter sur la mystérieuse disparition de Tom Sheldon, le commandant de Rodriguez.

### Environnement
Les évènements de ce second opus se déroulent sur l'archipel de Panao, État insulaire fictif situé au sud du golfe de Thaïlande et se caractérisant par une immense variété de biomes, de climats et d'écosystèmes, allant des montagnes enneigées aux déserts arides en passant par des jungles luxuriantes, de petits villages et de plus grandes villes.

Drapeau fictif de Panao

Par ailleurs, la situation politique de Panao étant particulièrement instable, l'armée panavéenne demeure omniprésente. En conséquence, le territoire de l'archipel est également quadrillé par de nombreuses bases militaires sous-marines, navales et terrestres.
L'île de Tanah Raya constitue la majorité de la surface de l'archipel. On y trouve des plages de sable, d'abondantes jungles mais aussi et surtout les massifs montagneux enneigés de Berawan Besar, parmi lesquels se trouve le mont du Gunung Raya, point culminant de l'archipel. Du fait de ses hautes altitudes, ce territoire comporte de nombreux avant-postes de communications ainsi qu'une station de ski.
Néanmoins, Panao City, la capitale du pays est située sur les îles Ramai Rakyat, presque intégralement urbanisées, à l'ouest.
L'île de Hantu, située à l'extrême nord-ouest de l'archipel présente de nombreuses similitudes avec l'île de la série télévisée Lost : Les Disparus :
- L'île semble être le théâtre d'une activité électromagnétique anormalement intense, au point que les avions tentant de la survoler dysfonctionnent et s'y écrasent systématiquement ;
- L'île abrite un centre de recherche militaire de l'armée impériale japonaise renfermant une arme à IEM (impulsion électro-magnétique) qui n'est pas sans rappeler les recherches et les technologies scientifiques du projet DHARMA ;
- Un soldat immortel se trouve sur cette île et se déplace en laissant derrière lui une trainée de fumée noire, tout comme le « monstre », ou « l'homme en noir » ;
- L'île possède également un bunker dont une partie cylindrique émerge du sol et présente une trappe, ce qui est semblable en tout point à la station du Cygne du projet DHARMA.

Enfin, la grande diversité de paysages ainsi que l'importante superficie de cette île imaginaire (environ 1 024 km²) en font l'une des cartes les plus vastes et les plus diversifiées du monde des jeux vidéos pour l'époque.

## Personnages

### Membres de l'Agence
- Rico Rodriguez : protagoniste incarné par le joueur, il est envoyé à Panao pour enquêter sur la mystérieuse disparition de son supérieur, le commandant Tom Sheldon.
- Tom Sheldon : surnommé le « Tigre Blanc », il est le commandant de Rico et a été envoyé en mission à Panao mais a cessé tout contact avec l'Agence depuis.
- Karl Blaine : flambeur et millionnaire suédois vivant sur l'archipel de Panao, où il travaille comme contact et informateur pour l'Agence.
- Maria Kane : supérieure de Rico sur le terrain.
- Jade Tan : informatrice de l'Agence, elle travaille avec Karl.

### Famille présidentielle de Panao
- Pandak « Baby » Panay : fils du précédent président, il s'est emparé du pouvoir par un coup d'état pour mettre en place une dictature.
- « Papa » Panay : ancien président de la république de Panao, assassiné lors d'un attentat à la voiture piégée commandité par son fils, Pandak.

### Agents étrangers
- Général Masayo Washio : ancien militaire japonais spécialisé dans le guidage de missiles par satellite reconverti en agent gouvernemental représentant le Japon.
- Zhang Sun : ancien militaire chinois devenu agent gouvernemental agissant pour la république populaire de Chine.
- Alexander Mirkov : ancien agent du KGB ayant par la suite travaillé pour la mafia russe de Moscou avant de devenir agent gouvernemental pour la fédération de Russie.

### Leaders rebelles panavéens
- Bolo Santosi : descendante d'une famille de révolutionnaires, elle dirige la faction des Reapers.
- Sri Irawan : issu d'une famille Ular, il est le leader indigène des Ular Boys.
- Razak Razman : homme d'affaires et baron du crime panavéen, il dirige les Roaches.

## Factions
Au cours de l'histoire, Rico Rodriguez se verra épaulé par trois factions rebelles (les Reapers, les Ular Boys et les Roaches) qui, bien qu'ayant des visions idéologiques, politiques et économiques divergentes, poursuivent toutes un objectif commun : mettre un terme au règne de Baby Panay et de son armée sur Panao.

### Reapers
Les Reapers (« Moissonneurs » en français) constituent un groupuscule révolutionnaire communiste et maoïste. Originellement fondé par des paysans, agriculteurs et villageois panavéens, cette faction souhaite renverser le système politique du président Baby Panay qu'elle considère comme fasciste pour le remplacer par un État communiste similaire à celui de la Chine ou de l'ex-Union soviétique. Ils arborent la couleur rouge, en adéquation avec le communisme, qui est leur doctrine politico-économique.

### Ular Boys
Les Ular Boys forment la branche militaire de la tribu Ular, peuple autochtone de Panao spolié de ces droits les plus fondamentaux depuis l'arrivée au pouvoir de Baby Panay et menacé par les puissances étrangères souhaitant s'approprier l'île pour servir leurs propres intérêts. À ce titre, cette faction défend des positions identitaires et protectionnistes et entend combattre la politique répressive du nouveau président-dictateur ainsi que de s'affranchir de toute pression ou tentative d'ingérence venant de l'étranger. Les Ular Boys ont pour objectif de reprendre le contrôle de Panao et d'en chasser tous les étrangers pour y mettre en place une politique de nationalisme ethnique et isolationniste. Leur couleur fétiche est le jaune, symbole de leur culture ancestrale.

### Roaches
Les Roaches constituent la plus puissante organisation criminelle de Panao. Implantée en profondeur dans chaque village, chaque ville et dans toutes les sphères de la société panavéenne, cette faction est la seule à être ouvertement criminelle et à ne porter aucune revendication politique, contrairement aux Reapers et aux Ular Boys. Néanmoins, en tant que syndicat du crime, les Roaches voient d'un mauvais œil le développement exponentiel de l'autoritarisme de Baby Panay dont la politique économique et militaire pourrait nuire à leurs affaires. En effet, motivés par le profit et l'appât du gain, les Roaches adoptent une philosophie économique basée sur le capitalisme, souhaitant faire fructifier leurs affaires et notamment leur trafic de drogue, d'êtres humains ainsi que leur réseaux de prostitution et de corruption. En ce sens, leur objectif est de s'emparer du pouvoir exécutif de Panao pour y contrôler et développer tous les commerces licites et illicites. Leur couleur est le bleu ciel.

### Armée de Panao
Les forces armées de Panao sont dirigées par Baby Panay et ont pour mission de défendre le pouvoir totalitaire de ce dernier en éliminant toute menace susceptible de porter atteinte aux intérêts du dictateur.

## Système de jeu
Rico Rodriguez peut visiter Panao grâce à un certain nombre de véhicules qui lui sont proposés (2-roues, voitures, poids-lourds, bateaux, avions, hélicoptères), soit 104 véhicules au total sans oublier son parachute et son grappin multi-fonctions, caractéristiques importante de Just Cause 2. Les conditions météorologiques agissent sur les vêtements de Rico ainsi que sur sa dextérité au volant.
La superficie de l'île atteint 1 024 km2, ce qui en fait l'un des terrains les plus vastes du monde des jeux vidéo.

## Armes
Un nombre assez important d'armes est à disposition du joueur, parmi elles :
- Des grenades
- Un pistolet (probablement basé sur un Desert Eagle)
- Un revolver (semblable à un Colt Anaconda)
- Un sniper
- Un fusil d'assaut (ressemblance avec un Galil ARM)
- Des explosifs à détonateur (C4)
- Un fusil à canon scié
- Un fusil à pompe
- Une mitraillette (ressemblance avec un MP5)
- Une mitrailleuse (semblable à une M249)
- Un lance-grenades (ressemblance avec un Milkor MGL)
- Un lance-roquettes (semblable à un AT4)
- Un pistolet à bulles (Se trouve à gauche de l'avant poste de communication Gurun Lautan Lama Alpha, introuvable ailleurs. Ne fait aucun dégâts, mais déclenche quand même une alerte si utilisée près de soldats Panaviens

Le joueur a la possibilité en avançant dans le jeu d'améliorer ces armes en récupérant des caisses d'amélioration disséminées sur l'île de Panao.
Les armes peuvent être aussi récupérées en éliminant des ennemis ou trouvées le plus souvent dans des bases militaires.

## Contenu supplémentaire
Le jeu possède une édition limitée qui offre les objets et véhicules suivants :
- Parachute "Chaos" (Parachute muni d'une tête de mort sur le dessus)
- Rico's Signature Gun
- Fusil d'Assaut Bull's Eye
- Agency Hovercraft (Hydroglisseur muni d'une tourelle et d'un lance-grenades)
- Chevalier Classic
- Carte des services de renseignements de Panao

Plus des contenus téléchargeables payants, après l'installation :
- Camion Brise-Glace (Gratuit)
- Monster Truck (0,99 €)
- Tuk Tuk Boom Boom (le "Tuk Tuk" étant ces véhicules à trois roues, et "Boom Boom" car il est équipé d'un canon, sur son toit) (Gratuit)

- Pack aérien du marché noir (1,99 €) contenant :
  - Un avion de chasse F-33 DragonFly
  - Un double propulseur pour parachute
  - Un lance-roquettes à verrouillage multiple

- Pack Boom du marché noir (1,99 €) contenant :
  - Un lance-grenades à fragmentation
  - Un quadruple lance-roquettes
  - Un "Airzooka" (Une sorte de lance-missile, mais qui propulse de l'air sous haute pression, pour "souffler" vos ennemis).

## Développement
On ne connaît que 4 des développeurs de Just Cause 2 : Magnus Nedfors (directeur du jeu), Peter Johansson (concepteur du jeu), Odd Ahlgren (directeur du scénario) et Andreas Nilsson (programmeur "senior").

### Musique
Bande-annonce de lancement : Pendulum - Propane Nightmares

Musique principale du jeu : Mats Lundgren - The Glory of Panau
Le 22 octobre 2010, la bande originale de Just Cause 2 a été publiée sur le site d'Eidos, sous le nom de  Just Cause 2: Music To Blow S**t Up By. L'album est composé de morceaux écrits principalement par Mats Lundgren avec la participation d'Anders Ehlin.
| 1.  | Just Cause 2 Theme           | 0:32 |
| 2.  | Title Screen                 | 1:12 |
| 3.  | Mile High Club               | 2:22 |
| 4.  | Tom Sheldon's Theme          | 1:17 |
| 5.  | Panau National Anthem        | 0:50 |
| 6.  | Ice Cream Truck Jingle       | 0:06 |
| 7.  | Espionage                    | 0:57 |
| 8.  | Stealth                      | 3:22 |
| 9.  | Propaganda Theme             | 0:11 |
| 10. | End Credits                  | 3:52 |
| 11. | Pimped Ice Cream Truck Theme | 0:17 |

### Distribution (Voix)
| Personnage     | VO | VF                |
| -------------- | --- | ----------------- |
| Rico Rodriguez | Cette section est vide, insuffisamment détaillée ou incomplète. Votre aide est la bienvenue ! Comment faire ? | Emmanuel Gradi    |
| Pandak Panay   | Cette section est vide, insuffisamment détaillée ou incomplète. Votre aide est la bienvenue ! Comment faire ? | Martial Le Minoux |